# Sergio Renán
Pour les articles homonymes, voir Renan.
Sergio Renán, né le 30 janvier 1933 à Buenos Aires et mort le 13 juin 2015 dans la même ville, est un acteur et réalisateur argentin ainsi qu'un violoniste.

## Biographie
Ayant des connaissances en violon, il participa à des jurys de musique classique en 1989.
En 1995, il fut nommé directeur musical du Théâtre Colón de Buenos Aires.

## Filmographie
Comme acteur
- 1951 : Ça s'est passé dans mon quartier (Pasó en mi barrio)
- 1957 : Violencia en la ciudad
- 1962 : La cifra impar
- 1964 : Los evadidos
- 1964 : Circe
- 1965 : Orden de matar
- 1965 : El perseguidor
- 1965 : Los hipócritas
- 1966 : Castigo al traidor
- 1967 : Los traidores de San Ángel : voix de Ian Hendry
- 1968 : Asalto a la ciudad : Ernesto
- 1968 : Humo de Marihuana : Julían Macedo
- 1968 : Martín Fierro : le lieutenant
- 1968 : Somos los mejores : Nacho Radrizzani
- 1971 : Y qué patatín y qué patatán
- 1972 : Juan Manuel de Rosas
- 1972 : Heroína
- 1973 : Los siete locos : le Rufián Melancólico
- 1974 : La tregua
- 1977 : Crecer de golpe : Cameo
- 1979 : El poder de las tinieblas
- 1981 : Sentimental (requiem para un amigo) : José Solari
- 1983 : Los enemigos
- 1987 : Debajo del mundo
- 1995 : El censor

Comme réalisateur
- 1974 : La tregua
- 1977 : Crecer de golpe
- 1979 : La fiesta de todos
- 1980 : Réquiem para un amigo
- 1981 : Sentimental (requiem para un amigo)
- 1984 : Gracias por el fuego
- 1985 : Tacos altos
- 1997 : El sueño de los héroes
- 2002 : La soledad era esto
- 2007 : Tres de corazones